# 国家間航空委員会

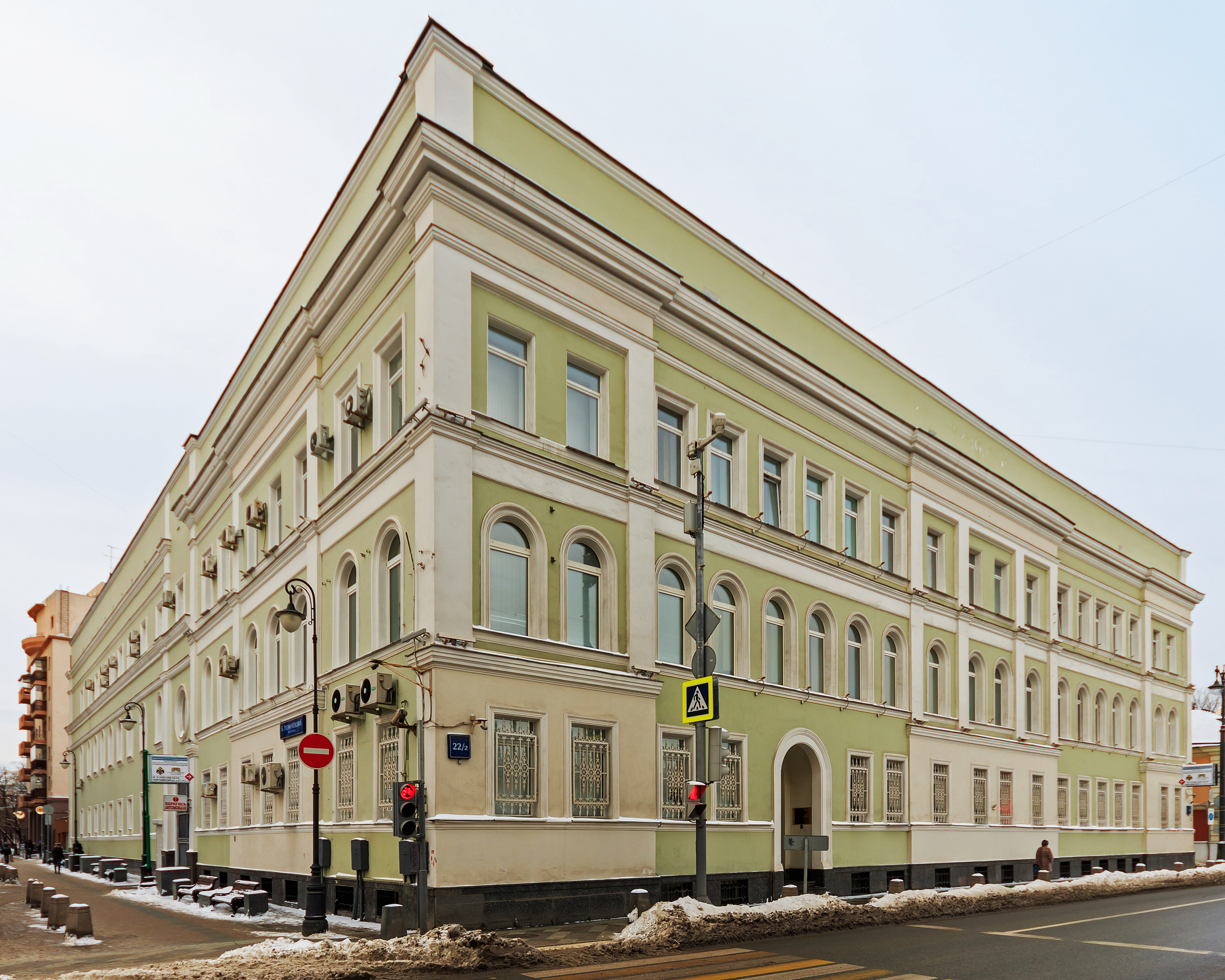
IAC/MAK本部

国家間航空委員会（こっかかんこうくういいんかい、英語: Interstate Aviation Committee/IAC、ロシア語: Межгосударственный авиационный комитет/MAK）は、独立国家共同体 (CIS) 諸国において民間航空の管理・監督を行う機関である。国家間航空委員会はロシアの航空当局であり、認証などを行う専門組織を有している。
本部はロシア・モスクワ市中央区ヤキマンカに置かれている。
国家間航空委員会は、1991年12月25日に調印された民間航空および空域利用に関する条約に基づき、1991年に設立された。
国家間航空委員会の航空事故調査委員会は、航空事故が発生した場合、ロシア連邦航空運輸局とともに調査にあたる。

## 組織
1991年の設立以来、タチアナ・アノディナが委員長を務めている。彼女の子息一家は、ロシアの大手航空会社の一つであるトランスアエロ航空を所有している。トランスアエロ航空の業界における立場から、航空機の認証にも関与する彼女の利益相反行為について、報道各社で様々な憶測がなされた。

## 条約加盟国

### 現在
2024年9月以降の加盟国一覧
- アゼルバイジャン
- アルメニア
  - アルメニアの民間航空当局としてアルメニア民間航空総局（英語版）が存在する。
- ベラルーシ
- カザフスタン
- キルギスタン
- ロシア
- タジキスタン
- トルクメニスタン
- ウズベキスタン

### 過去
- ウクライナ[8]
  - ウクライナは独自に国家航空局（英語版）と航空事故調査機関（英語版）を有しているが、認証に関わる分野について国家間航空委員会と協働している[9][10]。
- ジョージア[1]
  - ジョージア（グルジア）は独立国家共同体を脱退しているが、ジョージア当局は2011年以降も国家間航空委員会と協働している[11]。
- モルドバ
  - 1999年にモルドバ政府は民間航空および空域利用に関する条約への関与を縮小あるいは脱退すると発表しているが[12]。

旧ソ連諸国のうち、以下の国がオブザーバーとして参加している。
- エストニア[13]
- ラトビア[13]

## 沿革
旧ソ連においては、国家間航空委員会の前身としてソビエト連邦閣僚会議の下部組織である国家航空安全管理委員会（ゴスアヴィアナドア）が置かれていた。ゴスアヴィアナドアは航空事故調査も所管していた。国家間航空委員会は、旧ソ連構成国のうち12カ国が1991年12月25日にミンスクで調印した民間航空および空域利用に関する条約によって設立された。
国家間航空委員会の最近の著名な活動として、ポーランド空軍Tu-154墜落事故の事故調査が挙げられる。

## 管轄空域で発生した航空事故
- アルマヴィア967便墜落事故
- ヤロスラヴリ旅客機墜落事故
- シベリア航空機撃墜事件
- S7航空778便着陸失敗事故
- 2004年ロシア航空機爆破事件
- アエロフロート821便墜落事故
- ポーランド空軍Tu-154墜落事故
- プルコボ航空612便墜落事故
- アエロフロート1492便炎上事故